# Gaetano Volpi
Pour les articles homonymes, voir Volpi.
Gaetano Volpi (né en 1689 à Padoue en Vénétie et mort en 1761) était un écrivain italien du XVIIIe siècle, qui fut un illustre bibliophile et une figure historique de l'édition italienne.

## Biographie

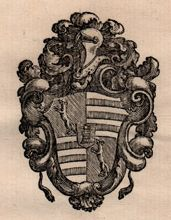
Marque typographique de Volpi (BEIC)

Les frères Giannantonio et Gaetano Volpi de Padoue fondèrent en 1716, en s’associant à l’imprimeur-libraire Giuseppe Comino, la Typographie Volpi-Comino (reprise à partir de 1763 par un neveu, Giannantonio Volpi), célèbre pour la qualité de ses éditions d’auteurs classiques et d’ouvrages de théologie et de morale.
En 1756 Gaetano Volpi établit et édite le catalogue de la maison d’édition : La libreria de’ Volpi e la Stamperia Cominiana, illustrate con utili e curiose annotazioni (La librairie des Volpi et la Typographie Cominienne, illustrées d’utiles et curieuses annotations), l’ouvrage fut tiré à deux cents exemplaires.
Il est aujourd’hui d’une extrême rareté et toujours aussi convoité par les bibliophiles, car ces « utiles et curieuses annotations », annexées au catalogue Volpi sont une véritable petite bible de l’édition et de la bibliophilie, où l’érudition et le savoir technique sont rendus aimables par un humour qui ne masque pas un profond amour des livres, et se fait allègrement féroce pour dénoncer les méfaits de la négligence, de l’ignorance, de la vénalité chez ceux qui font ou possèdent des livres sans le mériter ; et ce, à travers cent cinquante articles aussi divers que : Chats, Chiens, Cornières, Crasse ou Moisissure, Foliotage, Oripeau, Pièces de titre, Tabac, Urine, Vols...
L’ouvrage est réédité en Italie en 1988 (Palermo, Sellerio edit., con una nota. di Gianfranco Dioguardi, 163 p), et en 2001 (Marco Valerio Edizioni, Torino).
Il paraît pour la première fois en France en 2007, grâce à Gérard Genot (professeur émérite de linguistique italienne à l’université Paris X Nanterre) qui en a réalisé une traduction aussi respectueuse que possible de la langue originale, et en l’enrichissant de notices très complètes sur tous les imprimeurs, éditeurs, érudits, bibliophiles et auteurs mentionnés dans les articles.

## Œuvres
- De la fureur de posséder des livres : Diverses Considérations utiles et nécessaires aux amateurs de bons livres, disposées par ordre alphabétique (titre originel : Del furore d'aver libri. Varie Avvertenze Utili, e necessarie agli Amatori de' buoni Libri, disposte per via d'Alfabeto, 1756, traduit de l’italien et annoté par Gérard Genot), La Rose de Java (Hubert Bouccara), Paris, 2007, 205 p.[1]